# 큰고니

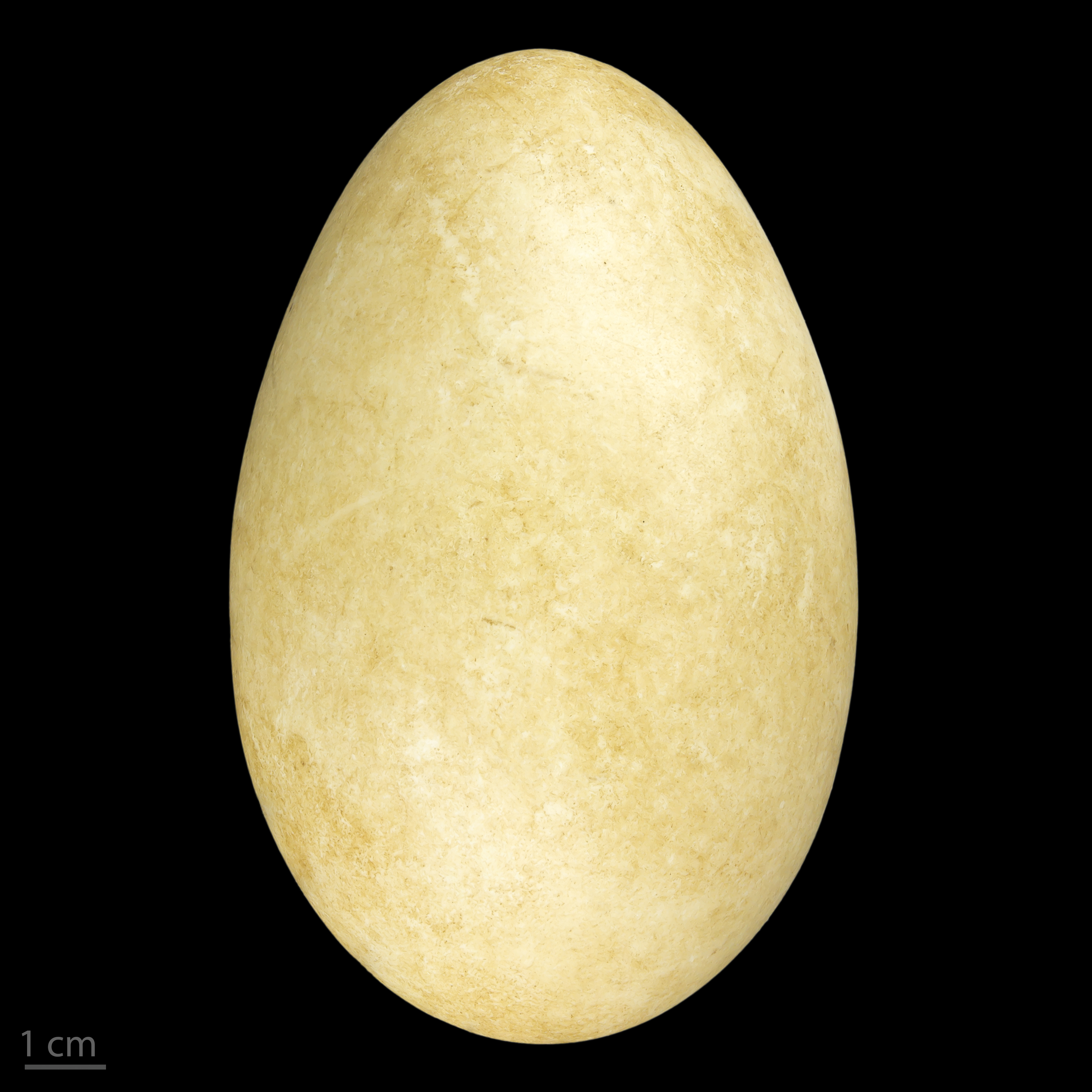
큰고니 알

큰고니(영어: whooper swan, 학명: Cygnus cygnus)는 오리과에 속하는 새로서, 고니속에 속한 새들 가운데 모식종에 해당하는 종이다. 한반도에서는 고니·혹고니와 함께 월동하는 겨울철새이다.
몸길이는 약 152cm이고 날개편 길이는 약 225cm이다. 암수 모두 온몸이 흰색이나 눈 앞쪽에는 털이 없고 노란색을 띤다. 새끼는 갈색을 띠어 어미와 다르다. 부리는 끝이 검고, 밑동은 노란색이다. 헤엄을 칠 때는 목을 곧게 세우고, 먹이를 먹을 때는 긴 목과 머리를 물 속에 집어넣고 바닥에 있는 먹이를 찾는다. 한쪽 다리로 서서 머리를 등의 깃털 사이에 파묻고 잠을 잔다. 호소·논·습지·해안·간척지 등지에 서식하며, 민물에 사는 수생식물의 줄기와 뿌리, 육상식물의 과육과즙이 많은 열매, 물고기나 수서동물, 곤충을 먹는다. 5월 하순~6월 상순에 크림색 알을 3-7개 낳으며, 암컷 혼자서 알을 품어 35~42일이 지나면 부화한다. 알에서 부화한 새끼는 약 120~130일이 지나면 하늘을 날 수 있다. 동아시아·북유럽·러시아 등지에 분포한다. 대한민국에서는 고니, 혹고니 등과 함께 천연기념물 제201-2호로 지정하여 보호하고 있다.
성격은 고니속의 다른 종들에 비하면 상대적으로 온순한 편이라 알려졌다. 그렇다고 해서 마냥 순한 것은 아니며, 영역을 침범하면 공격 할 수 있다.